# Protracheoniscus dubius
Protracheoniscus dubius är en kräftdjursart som beskrevs av Arcangeli1939. Protracheoniscus dubius ingår i släktet Protracheoniscus och familjen Trachelipodidae. Inga underarter finns listade i Catalogue of Life.